# Речево (Вологодская область)
Речево — деревня в Вашкинском районе Вологодской области.
Входит в состав Покровского сельского поселения, с точки зрения административно-территориального деления — в Покровский сельсовет.
Расстояние по автодороге до районного центра Липина Бора — 87 км, до центра муниципального образования деревни Покровское — 18 км. Ближайшие населённые пункты — Васюково, Степаново, Тимошино.
По переписи 2002 года население — 1 человек.